# Gura Șuții
Gura Șuții là một xã thuộc hạt Dâmbovița, România. Dân số thời điểm năm 2002 là 5420 người.